# Twentieth Century Pictures
Twentieth Century Pictures, Inc. (conosciuta anche come 20th Century Pictures) era una casa di produzione cinematografica indipendente statunitense creata il 26 giugno 1933 da Joseph Schenck e Darryl F. Zanuck (che dal 1928 lavorava alla Warner Bros.). Il 29 maggio 1935 la compagnia si fuse con la Fox Film Corporation, fondata da William Fox nel 1915, diventando così la 20th Century-Fox (nel 2020, a seguito dell'acquisizione da parte di The Walt Disney Company, lo studio è stato rinominato 20th Century Studios).

## Storia

### I primi anni

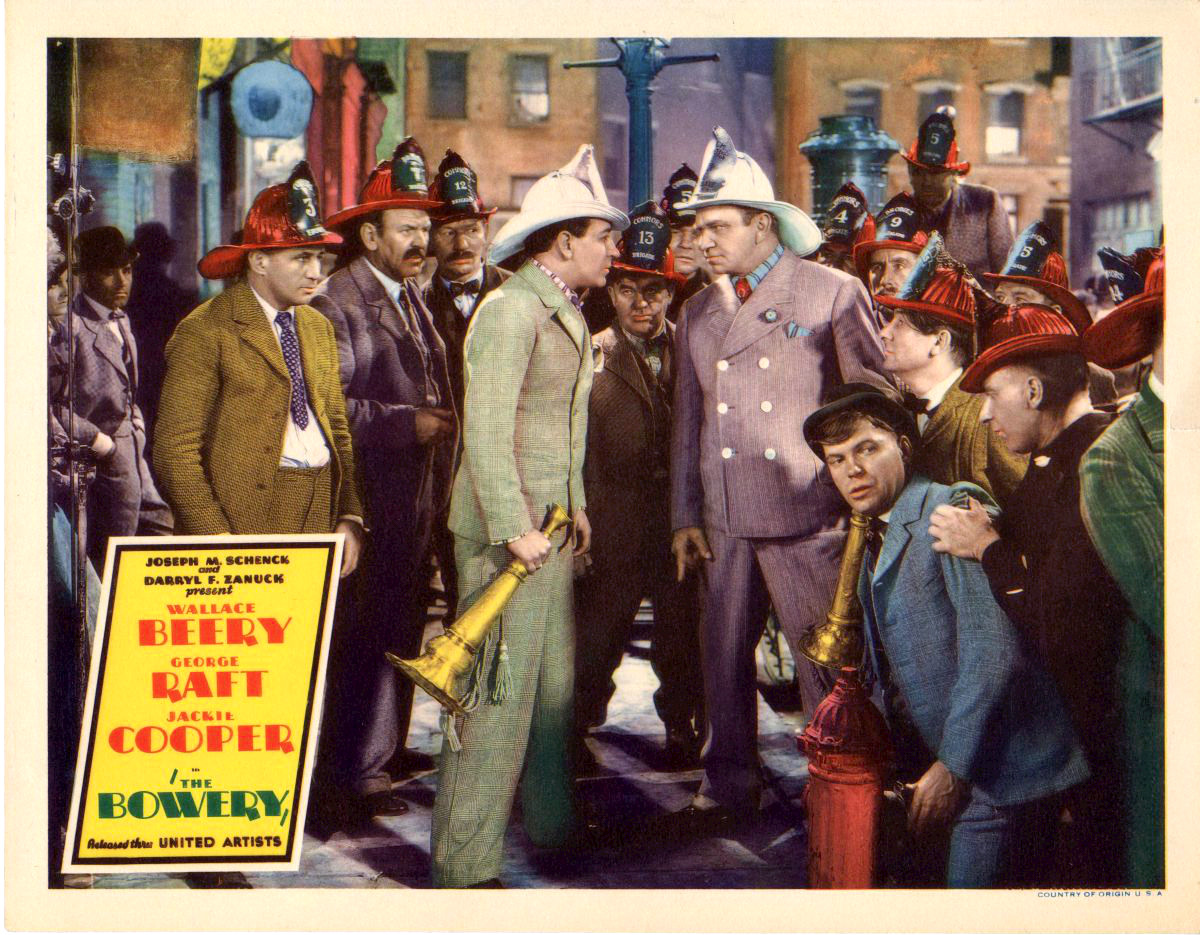
The Bowery 1933

Tre giorni dopo aver lasciato la Warner Bros., il produttore Darryl F. Zanuck propose a Joseph Schenck di creare una nuova società. Schenck riuscì a raccogliere 1,2 milioni di dollari grazie all'aiuto del produttore cinematografico William B. Goetz, 750000 $ dalla Consolidated Film Industries, un laboratorio di elaborazione, e infine un prestito di 3 milioni di dollari, che rappresentò la somma maggiore, concesso dalla Bank of America. Schenck e Zanuck riuscirono in questo modo a dar vita alla loro attività produttiva. Samuel G. Engel, all’epoca assistente di Zanuck, ricordava:
(Samuel G.Engel)
Nei primi tempi la Twentieth Century Pictures non solo aveva pochi dipendenti, dato il numero limitato di film realizzati, ma non possedeva neppure un vero e proprio studio; inizialmente affittò quindi uno spazio nel Samuel Goldwyn Studio. Zanuck accettò di girare dodici film all'anno, iniziando con The Bowery e continuando con la produzione di una serie di film melodrammatici. Si impegnò in modo particolare in una produzione ambiziosa per George Arliss, attore di rilievo in quel periodo: il film, intitolato The House of Rothschild, ottenne un grande successo. Al termine delle realizzazioni del primo anno di attività, nel settembre 1934, lo studio cinematografico aveva speso 4,5 milioni di dollari nelle sue dodici produzioni. Le prime quattro, costate 1,5 milioni di dollari, avevano già recuperato i costi; erano inoltre arrivati incassi per altri 1,5 milioni di dollari, sufficienti a permettere la prosecuzione delle attività.
Nei mesi successivi le produzioni di Zanuck ottennero un grande successo. L'unico insuccesso fu quello di Born to Be Bad, nonostante al suo interno recitassero i già famosi Loretta Young e Cary Grant: il film era costato 250000 $ e portò a una perdita di 50000 $. Il motivo dell'insuccesso furono i tagli eseguiti a numerose scene del film in base al Codice Hays, una serie di linee guida morali appena entrate in vigore per il cinema americano.

### Il successo
La società pubblicò il suo materiale attraverso la United Artists, di cui Joseph Schenck era l’ex presidente. Nel breve periodo in cui fu attiva (1933-1935) divenne lo studio cinematografico di maggior successo del suo tempo, battendo numerosi record di incassi con 18 dei suoi 19 film.
I film della Twentieth Century Pictures si distinguevano soprattutto per la loro capacità di offrire al pubblico movimento e intrattenimento. Inoltre, il progetto era partito in un momento positivo: nel 1935 il giro d'affari dell'industria cinematografica crebbe del 12% rispetto all'anno precedente.
Il successo dell’azienda contribuì in modo importante ai profitti della UA in quanto quasi metà dei film della stessa erano rappresentati dalla Twentieth Century Pictures.

### La fusione con la Fox
Durante il periodo di crescita della Twentieth Century Pictures alla Fox Film Corporation la situazione era ancora al limite della catastrofe, in quanto, nonostante ingenti risorse, nel 1935 poteva incassare solo 1,8 milioni di dollari. La compagnia di Zanuck, invece, non aveva né studio né struttura di distribuzione ma, con un valore di soli 4 milioni di dollari, poteva generare un guadagno di 1,7 milioni di dollari all'anno. Sidney Kent, presidente della Fox Film Corporation, pensò quindi di acquistare la Twentieth Century per fornire ai suoi cinema film migliori, ma Zanuck e Schenck rifiutarono.
Il progetto di acquisto fu quindi trasformato in una fusione, che avvenne il 29 maggio del 1935. Joseph Schenck divenne presidente del consiglio di amministrazione della nuova compagnia con una paga annua di 130000 $ e si dimise dalla presidenza della United Artists, rimanendo però nel loro circuito di cinema. Sidney Kent rimase presidente con una paga annua di 180000 $ e altri 25000 $ come presidente della National Theaters Corporation, filiale della Fox. Darryl Zanuck ricoprì invece il ruolo di vicepresidente a 260000 $ l'anno, lo stesso stipendio che aveva alla Warner Bros., a cui venne però aggiunto il 10% dell'incasso lordo dei suoi film.
L'unione tra le due società ebbe un notevole successo: i film venivano prodotti secondo un programma specifico anche se dall'esterno sembrava che la distribuzione continuasse come se non ci fosse mai stata una vera e propria fusione. In un primo momento fu annunciato che i film della Twentieth Century sarebbero stati distribuiti dalla Fox Films. Successivamente il nome della compagnia iniziò a variare tra Fox-20th e 20th-Fox, fin quando, su una pagina del Variety Magazine, il 18 settembre 1935 comparve il nuovo marchio:

## Filmografia

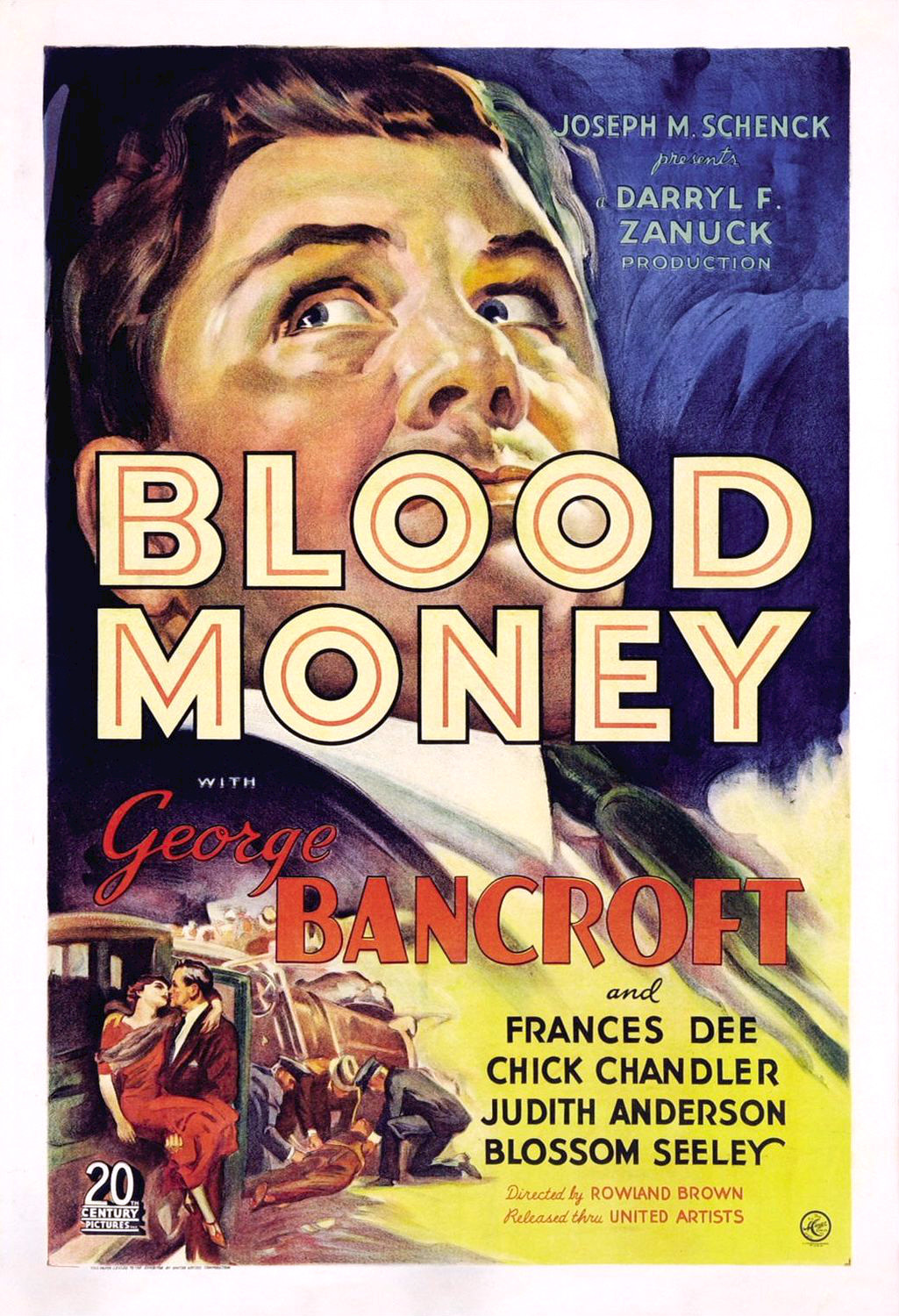
Blood Money FilmPoster

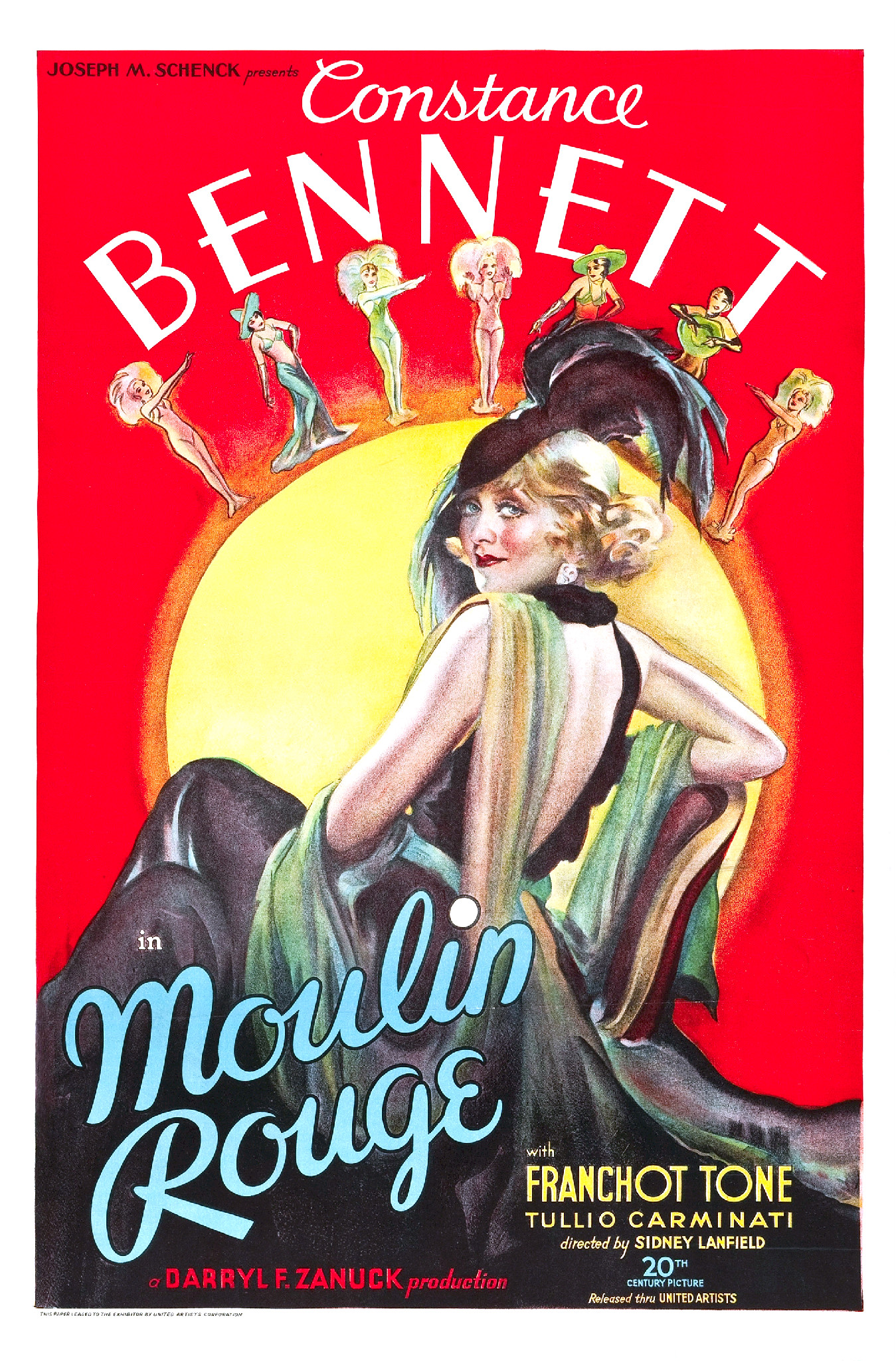
Moulin Rouge poster 1934

### 1933
- The Bowery, regia di Raoul Walsh
- Broadway Thru A Keyhole, regia di Lowell Sherman [9]
- Blood Money, regia di Rowland Brown[10]
- Advice to the Lovelorn, regia di Alfred Werker

### 1934
- Rinunzie (Gallant Lady), regia di Gregory La Cava [11]
- Moulin Rouge, regia di Sidney Lanfield
- Looking for the Trouble, regia di William A. Wellman
- La casa dei Rothschild (The House of Rothschild), regia di Alfred L. Werker [12]
- Born to Be Bad, regia di Sidney Lanfield [13]
- Un'ombra nella nebbia (Bulldog Drummond Strikes Back), regia di Roy Del Ruth
- Gli amori di Benvenuto Cellini (The Affairs of Cellini), regia di Gregory La Cava
- The Last Gentleman, regia di Sidney Lanfield
- The Mighty Barnum, regia di Walter Lang [14]

### 1935
- Il conquistatore dell'India (Clive of India), regia di Richard Boleslawski
- Folies Bergère de Paris, regia di Henry Lehrman
- Il sergente di ferro (Les Misérables), regia di Richard Boleslawski
- Il cardinale Richelieu (Cardinal Richlieu), regia di Rowland V. Lee
- Il richiamo della foresta (The Call of the Wild), regia di William A. Wellman
- L’Homme des Folies Bergère, prodotto da William Goetz [15]